# 龍格島
64°43′S 62°41′W / 64.717°S 62.683°W
龍格島（英語：Rongé Island）是南極洲的島嶼，位於葛拉漢地的丹科海岸，處於埃雷拉海峽西部，長8公里，海拔高度1,158米，由比利時探險隊發現，現時由南極條約體系管理。